# Настільний теніс на літніх Олімпійських іграх 2004
Змагання з настільного тенісу на літніх Олімпійських іграх 2004 в Афінах тривали з 14 до 23 серпня в Олімпійській залі Галаці. Розіграно 4 комплекти нагород.

## Країни-учасниці
Змагалися 172 спортсмени (86 чоловіків і 86 жінок) з 50-ти країн.
- Алжир (5)
- Аргентина (3)
- Австралія (6)
- Австрія (4)
- Білорусь (5)
- Бельгія (1)
- Боснія і Герцеговина (1)
- Бразилія (5)
- Канада (4)
- Чилі (4)
- Китай (9)
- Хорватія (3)
- Чехія (4)
- Данія (2)
- Домініканська Республіка (2)
- ДР Конго (2)
- Франція (1)
- Німеччина (8)
- Греція (4)
- Гондурас (1)
- Гонконг (8)
- Угорщина (3)
- Індія (2)
- Іран (1)
- Ізраїль (1)
- Італія (5)
- Японія (8)
- Йорданія (1)
- Нідерланди (2)
- Нова Зеландія (2)
- Нігерія (8)
- КНДР (4)
- Перу (1)
- Польща (2)
- Румунія (4)
- Росія (6)
- Саудівська Аравія (1)
- Сенегал (1)
- Сербія і Чорногорія (3)
- Сінгапур (4)
- Південна Корея (9)
- Іспанія (1)
- Швеція (3)
- Китайський Тайбей (4)
- Тайланд (1)
- Туніс (2)
- США (7)
- Узбекистан (1)
- Венесуела (2)
- В'єтнам (1)

## Медальний залік
| Дисципліна                  | Золото                     | Срібло                       | Бронза                            |
| --------------------------- | -------------------------- | ---------------------------- | --------------------------------- |
| одиночний розряд (чоловіки) | Ю Син Мін (KOR)            | Ван Хао (CHN)                | Ван Ліцінь (CHN)                  |
| парний розряд (чоловіки)    | Чень Ці і Ма Лінь (CHN)    | Ґао Ліцзе і Лі Цзин (HKG)    | Мікаель Мазе і Фінн Туґвелл (DEN) |
| одиночний розряд (жінки)    | Чжан Інін (CHN)            | Кім Хян Мі (PRK)             | Кім Кьон А (KOR)                  |
| парний розряд (жінки)       | Ван Нань і Чжан Інін (CHN) | Лі Ин Сіль і Сок Ин Мі (KOR) | Гуо Юе і Ню Цзяньфен (CHN)        |

## Таблиця медалей
| Місце               | Країна               | Золото | Срібло | Бронза | Загалом |
| ------------------- | -------------------- | ------ | ------ | ------ | ------- |
| 1                   | Китай (CHN)          | 3      | 1      | 2      | 6       |
| 2                   | Південна Корея (KOR) | 1      | 1      | 1      | 3       |
| 3                   | Гонконг (HKG)        | 0      | 1      | 0      | 1       |
| 3                   | Північна Корея (PRK) | 0      | 1      | 0      | 1       |
| 5                   | Данія (DEN)          | 0      | 0      | 1      | 1       |
| Загалом (5 збірних) | Загалом (5 збірних)  | 4      | 4      | 4      | 12      |